# Буссю, Пьер де Энен-Льетар
Пьер I де Энен-Льетар (фр. Pierre I de Hénin-Liétard; 29 сентября 1433 — 21 июня 1490), сеньор де Буссю — военный и государственный деятель Бургундии и Габсбургских Нидерландов.

## Биография
Сын Жана IV де Энен-Льетара, сеньора де Буссю, и Катрин де Бетюн.
Сеньор де Блажи, Гамераж, Вам, и прочее, придворный рыцарь графини де Шароле.
В 1454 году был среди дворян, принесших вслед за герцогом Филиппом Добрым на банкете в Лилле клятву фазана.
Рыцарь, известный своей храбростью, отличился в 1465 году в войне Лиги Общественного блага. В битве при Монлери, под началом сира де Равенштейна, он был одним из командиров центра бургундской армии.
В 1465—1467 годах участвовал в войне с льежскими повстанцами. 8 сентября 1467 взял город Юи, 28 октября 1467 года получил сквозное ранение в руку выстрелом из кулеврины в кровопролитном сражении при Брюстеме, близ Сен-Трона.
В 1466 году стал камергером и советником герцога Бургундского. 17 ноября 1466 года вакантный пост, принадлежавший умершему бастарду Люксембургскому, был разделен на два между Пьером де Эненом и Жоссом де Лаленом, которые исполняли должности по очереди, по шесть месяцев в году.
Командовал одной из 12 ордонансовых рот из ста копий и трехсот стрелков на службе Карла Смелого.
Был камергером и советником Максимилиана Габсбурга, на службе которого командовал ротой из 50 копий, губернатором Бушена (1478), Ангьена, с 1460 по 30.09.1490 занимал пост великого лесного бальи графства Эно (должность, до 1460 года называвшаяся «лесной бальи графства Эно», соответствовала французскому великому магистру вод и лесов).
В ходе войны за Бургундское наследство армия Людовика XI в 1478 году овладела Турне, осадила Конде и Сен-Гислен, и окрестные замки Буссю, Арши, Виль, Берниссар, Монтрёй, Бриффёй, Белёй и Стамбрюж, захватив все, кроме Сен-Гислена и Белёя. Принадлежавший Пьеру де Энену замок Буссю был сдан французам 3 мая 1478 предателем по имени Жан Госсар, командовавшим гарнизоном, и перешедшим на службу к неприятелю.
В конце того же месяца граф де Ромон и Филипп де Равенштейн во главе 4-тыс. немецкого войска перешли в контрнаступление. Артиллерия проделала брешь в крепостной стене Буссю, и французы капитулировали после двух-трех дней сопротивления. Их командир граф Сен-Марсель и остатки гарнизона были уведены пленниками в Монс. Немцы отказывались возвращать Буссю законному владельцу, утверждая, что стали его господами по праву завоевания, и Пьеру де Энену пришлось уплатить значительный выкуп за свой замок.
В дальнейшем сеньор де Буссю отомстил французам, поучаствовав в отвоевании крепостей Кревкёр, Орши, Эн, Леден, Оннекур, Аспр и города Бушен.
В 1481 году на капитуле в Хертогенбосе был принят Максимилианом Габсбургом в рыцари ордена Золотого руна.
В феврале 1482 года, после возобновления войны с Францией и вступления войск Максимилиана в Эно, Пьер де Энен вызвал к себе в замок мэра и эшевенов Сен-Гислена и предложил им закрыть городские ворота, вооружить горожан и не пускать в город малодисциплинированных габсбургских наемников, дабы избежать разграбления.
В июне 1484 года вместе с Бодуэном II де Ланнуа, Жаком де Ромоном и другими рыцарями Золотого руна участвовал в конференции членов ордена в Термонде, решавший вопрос о магистерстве Максимилиана и его регентстве в Нидерландах.
В 1487 году, во время второй франко-габсбургской войны, попал в плен вместе с Энгельбертом фон Нассау, Карлом Эгмонтом и другими сеньорами, при попытке захватить внезапным нападением Бетюн, занятый неприятелем. Аббатство Сен-Гислен внесло в счет выкупа за этого сеньора 200 ливров.
Несколько раз занимал должность прево-графа (prévôt-le-comte) города и графства Валансьен. Назначен в 1466 году, в следующем году сменен Антуаном де Ланнуа, сеньором де Менговалем, в 1474 вновь назначен Карлом Смелым, но в том же году смещен, как и все прочие губернаторы во всех провинциях, 1 мая 1475 комиссионом, данным во время осады Нойса, восстановлен в должности. В 1490 году отказался от нее в пользу своего сына Жерара, сеньора де Гамаража, но Максимилиан Габсбург кассировал это распоряжение и в следующем году назначил в Валансьен Жана де Ланнуа, сеньора де Менговаля.
Умер в 1490 году, «после великих воинских деяний».

## Семья
Жена: Изабо де Лален, «знаменитая своей храбростью», дочь Гийома де Лалена, великого бальи Эно, и Жанны де Креки
Дети:
- Жак де Энен-Льетар (ум. 1477), сеньор де Шавенси. Погиб в битве при Нанси. Жена: Луиза д'Энши
- Жерар де Энен-Льетар (ум. 1491). Жена: N де Люксембург
- Филипп де Энен-Льетар (06.1464—1511), сеньор де Буссю. Прево-граф Валансьена в 1493—1494, 1498—1499 и 1502—? Умер при осаде Венло. Жена: Катрин де Линь де Барбансон, дочь Гийома де Линя, сеньора де Барбансона, и Анны ван Халевин
- Изабо де Энен-Льетар. Муж: Гийом де Гу, сеньор де Вадерграт (ум. 1506), камергер Максимилиана Габсбурга и Филиппа Красивого
- Габриель де Энен-Льетар. Муж: Жан IV де Барбансон, сеньор де Кани (ум. после 1510)
- Гийеметта де Энен-Льетар. Муж: Филипп де Барбансон, сеньор де Вильмон
- Франсуаза де Энен-Льетар (ум. юной)